# Landau (Palatinat)
Landau in der Pfalz este un oraș cu statut administrativ de district urban (în germană: kreisfreie Stadt), în același timp și capitala districtului rural Südliche Weinstraße, în landul Renania-Palatinat, Germania. Este situat pe Drumul Vinului (Weinstraße).